# Sheep Springs
Sheep Springs (Navajo: Dibé Bitoʼ) ist ein Dorf im Nordwesten des US-Bundesstaates New Mexico im San Juan County in der Navajo-Nation-Reservation. Es hat 237 Einwohner und eine Fläche von 15,4 km².